# Rise & Fall
Rise & Fall è una canzone del cantante britannico R&B Craig David, estratta come terzo singolo dal suo secondo album in studio, Slicker Than Your Average (2002). La canzone è stata registrata in collaborazione con il popolare cantante britannico Sting. È stato il singolo che ha segnato il ritorno di Craig David nella top 5 in classifica nel Regno Unito, piazzandosi al secondo posto della Official Singles Chart e spendendo dieci settimane nella top 75. È inoltre entrato nella classifica australiana, superando i risultati ottenuti dai precedenti singoli What's Your Flava? e Hidden Agenda. Si tratta per cui del maggior successo estratto da Slicker Than Your Average.
Il pezzo è realizzato sul motivo del brano Shape of My Heart dall'album di Sting Ten Summoner's Tales del 1993. Curiosamente, il gruppo femminile Sugababes aveva pubblicato poche settimane prima Shape, un'altra canzone che campionava lo stesso pezzo di Sting. È stato realizzato un video musicale in cui appaiono insieme Craig David e Sting.

## Tracce
1. Rise & Fall
2. Rise & Fall (Blacksmith Hip Hop Rub featuring Fallacy)
3. Rise & Fall (MJ Cole remix)
4. Rise & Fall (Rishi Rich Desi Kulcha Remix featuring Juggy D)
5. Rise & Fall (Video)

## Crediti
- Prodotta e arrangiata da Soulshock & Karlin per Soulpower Productions
- Mixata by Manny Marroquin & Soulshock
- Composta da Craig David, Sting, Dominic Miller
- Masterizza da Dick Beetham presso 360 Mastering, Londra
- Rise & Fall (Blacksmith Hip Hop Rub featuring Fallacy): remix prodotto da Blacksmith per Blacksmith Music Productions Ltd. Mixata by Darryl Lavictoire @ The Hide Out Studios, Brixton. Parte rap scritta ed eseguita da Fallacy per Monster Management. Fallacy appare per cortesia di Virgin Records. Tutti gli strumenti sono Blacksmith. Pro Tools e programmazione di Steve Antony e Tom Burbury
- Rise & Fall (MJ Cole Remix): remixata da MJ Cole @ Prolific Studios, Londra. Tutte le tastiere sono suonate da MJ Cole
- Rise & Fall (Rishi Rich Desi Kulcha Remix featuring Juggy D): remix prodotto da Rishi Rich per TwoPointNine Ltd (Management)/2Point9.com. Liriche addizionali scritte ed eseguite da Juggy D. Tutti gli strumenti sono suonati da Rishi Rich ad eccezione di tumbi, algozee e sarongi eseguita da Pardeep Sandhu. Mixata da Rishi Rich ai The Heights Recording Studio, Londra

## Classifiche

### Classifiche settimanali
| Classifica (2003) | Posizione massima |
| ----------------- | ----------------- |
| Australia         | 6                 |
| Austria           | 51                |
| Belgio (Fiandre)  | 17                |
| Belgio (Vallonia) | 17                |
| Danimarca         | 11                |
| Francia           | 15                |
| Germania          | 15                |
| Irlanda           | 5                 |
| Italia            | 9                 |
| Norvegia          | 17                |
| Paesi Bassi       | 9                 |
| Polonia           | 34                |
| Regno Unito       | 2                 |
| Romania           | 1                 |
| Svezia            | 35                |
| Svizzera          | 11                |
| Ungheria          | 1                 |

### Classifiche di fine anno
| Classifica (2003) | Posizione |
| ----------------- | --------- |
| Australia         | 89        |
| Belgio (Vallonia) | 64        |
| Germania          | 140       |
| Italia            | 33        |
| Paesi Bassi       | 40        |
| Regno Unito       | 57        |
| Svizzera          | 43        |